# Крістін Дельфі
Крістін Дельфі (фр. Christine Delphy, нар. 9 грудня 1941, Париж, Франція) ― французька соціологиня, феміністка, письменниця і теоретикиня. Відома своїм новаторським матеріалістичним фемінізмом, вона була співзасновницею Французького визвольного руху (Mouvement de Libération des Femmes, або MLF) у 1970 та журналу «Nouvelles questions féministes» («Нові феміністичні питання») із Сімоною де Бовуар у 1981.

## Життєпис
Народилася в 1941 році у сім'ї власників місцевої аптеки. У документальному фільмі про її життя та ідеї «Je ne suis pas féministe, mais…» («Я не феміністка, але…») Дельфі описує ранню феміністичну свідомість у спостереженні за батьками: хоча ведення аптеки було трудомістким для них обох, але коли вони приходили додому на обід, батько відпочивав і читав газету, поки мати була зобов'язана приготувати полуденну їжу, а потім помити посуд, перш ніж вони обоє повернуться на роботу.
Однак Дельфі не завжди визначала себе як феміністку через стигму навколо цього терміну. У телевізійному інтерв'ю в 1985 році вона описала період свого життя, коли регулярно виступала з коментарями: «Je ne suis pas féministe, mais …» (фраза, з якої фільм бере назву).

## Освіта
Дельфі вивчала соціологію в Чиказькому, Паризькому та Каліфорнійському університетах у Берклі. Повернувшись до Франції, була зацікавлена в проведенні дисертаційного проєкту про жінок, проте в «Je ne suis pas féministe, mais…» описала зустріч з опором цій темі у свого тодішнього радника П'єра Бурдьє, який сказав Дельфі, що нікому було порадити цей проєкт, оскільки ніхто не досліджує жінок (хоча французькі соціологи, такі як Андре Мішель, вже публікували значні дослідження). Натомість Дельфі погодилася займатись сільською соціологією, але питання про жінок і особливо про їх економічну роль також постало в цьому проєкті. «Я зрозуміла, що існує цілий набір товарів, які абсолютно не проходять через ринок», причому більша частина економічних внесків жінок функціонує як неоплачувана, на відміну від найманої праці, яка займала центральне місце в теоріях капіталістичного утиску (тобто клас капіталістів витягує значення між зарплатою, яку вони виплачують робітникам, та фактичною вартістю того, що роблять робітники). «Певною мірою, контур Головного ворога вже був там. Виявлення не просто економічної експлуатації жінок, а конкретної форми економічної експлуатації».

## Академічна кар'єра
Дельфі влаштувалася на посаду наукової співробітниці в 1978 році й претендувала на посаду директорки (професорки) з наукових досліджень приблизно в 1990 році, але їй знадобилося дев'ять років, щоб здобути це підвищення. Вона зіткнулась з явною дискримінацією щодо себе як лесбійки. У «Je ne suis pas féministe, mais…» вона описує інцидент, коли співробітник факультету, відповідальний за перегляд її роботи, відхилив дослідження та рецензування, а потім ще додав резолюцію: «Плюс, вона гомосексуалка».

## Активізм
Дельфі прибула до США в 1962 році під час руху за громадянські права. Як говорила потім, саме у США вона прибула, щоб побачити реальність расизму. «Расизм існував удома у Франції, але я цього не бачила.» У 1965 році Дельфі залишила Берклі, щоб працювати у Вашингтонській міській лізі, і завдяки цьому досвіду діяльності в Русі за громадянські права розвинула віру в цінність пригноблених груп (таких як жінки), що розвивають автономні активістські рухи, як це робили афроамериканці. Вона повернулася до Франції, а в травні 1968 року взяла участь у феміністичній групі FMA (Féminin Masculin Avenir), яка разом з іншими групами створила Жіночий визвольний рух (Mouvement de Libération des Femmes, MLF). У серпні 1970 року Дельфі та інші члени MLF принесли квіти «невідомій дружині невідомого солдата», перші акції MLF привернули увагу ЗМІ. Дельфі — відкрита лесбійка і членкиня Gouines rouges («Червоні лесбійки»).
У 1971 році вона додала своє ім'я до Маніфесту трьохсот сорока трьох, публічно заявивши, що зробила аборт, коли це було незаконно у Франції.
В останні роки реалізація французького закону про світськість та помітні релігійні символи в школах 2004 року — закону, який включає заборону французьким школяркам-мусульманкам носити хустки на шкільній території — призвела до проблем та дискримінації французьких мусульманок до уваги Дельфі. У відповідь на це Дельфі зіткнулася з реакцією багатьох французьких феміністок, які підтримують закон, критикуючи цю її позицію як лицемірну та расистську.

## Ідеї
Матеріалістичний фемінізм
Дельфі була піонеркою матеріалістичного фемінізму, застосовуючи матеріалістичний підхід до відносин між статями. Дельфі аналізує ґендерну нерівність, що базується на матеріальній економічній основі, зокрема на внутрішніх виробничих відносинах. Цей перегляд марксизму поставив під сумнів ідею, що існують лише капіталістичні класи. Для Дельфі стать також є позицією у способі домашньої праці. З цієї точки зору, головним ворогом жінок як класу є патріархат. Вона також розробила аналіз гендеру, стверджуючи, що гендер передує статі. Її теорія є знаковою в процесі денатуралізації сексу, яка є маркером статі.
З Ніколь-Клодом Матьє, Еммануелем де Лессепсом, Колетт Гійомен, Монік Віттіг та Паолою Табет Дельфі започаткувала матеріалістичну школу фемінізму. Матеріалістичний фемінізм особливо присутній у журналі «Nouvelles questions feministes», яким досі керує Делфі.
Проти есенціалізму й так званого «французького фемінізму»
Дельфі ставить під сумнів біологічний есенціалістські погляди на стать, навіть коли вони походять від жіночого руху. Також вона критикує поняття «французького фемінізму». Дельфі стверджує, що його суть полягає в тому, що більшість французьких феміністок проти есенціалізму, і дуже мало хто підтримує те, що в США називали «французьким фемінізмом». Для Дельфі американський винахід «французького фемінізму» мав політичну мету: прийняття есенціалізму серед англо-американських феміністок (очікувалося, вони подумають: Якщо француженки думають так, ми повинні це поважати й приймати).
Усі ці ідеї детально розроблені в багатьох статтях 1970-х, 1980-х та 1990-х у «Феміністичних питаннях» та «Нувелевих питаннях феміністок» і були опубліковані в наступних книгах: «L'Ennemi principal, том 1.: L'Économie politique du patriarcat» (1997) та «L'Ennemi principal, том 2: Penser le genre» (2001).

## Фільмографія
Крістін Дельфі знялась у численних фільмах:
- Проява Жіночого визвольного руху, Паризьке місце де Етуаль, новини RTF, перша поява жіночого руху в Парижі після Другої світової війни, біля могили Невідомого солдата, 1970
- Le Ghetto Expérimental Жана-Мішеля Карре та Адамса Шмедеса, 1975
- Кейт Міллетт говорить про проституцію з феміністками — Відео під час страйку повій у 1975 році та після виходу книги Кейт Міллетт (із французькими феміністками, такими як Монік Віттіг, Крістін Дельфі), 1975
- Au nom des femmes, Сімона де Бовуар, емісія Aujourd'hui la vie, дебати щодо фемінізму Симона де Бовуар, Дельфін Сейріг, Крістін Дельфі…, A2 / Франція 2, 1985
- Слава Богу, я лесбійка! Домінік Кардона та Лорі Колберт, 1992
- Друга стать Сімони де Бовуар, до 50-ї річниці виходу книги, інтерв'ю Мішель Перро та Крістін Дельфі, теленовини TF1, 1999
- Деботу! Історія Жіночого визвольного руху 1970—1980, Керол Руссопулос, 1999
- Cinquantenaire du deuxième sexe, Карол Руссопулос та Крістін Дельфі, фільм на конференції, 2001
- Bleu, blanc, троянда Ів Джелан, 2002
- Un racisme à peine voilé, Джером Хост, 2004
- La prostitution, телешоу L'arène de France, з інтерв'ю Крістін Дельфі, Ніколь Борво та Флоренс Монтрено, А2 / Франція 2, 2007
- Чахіназ: quels droits pour les femmes, документальний фільм про молоду алжирську жінку, з інтерв'ю Крістін Дельфі, Франція, 5, 2007
- Ес на біс! Констанс Райдер та Джозіане Шиманські, 40 років після народження MLF, хто такі феміністки сьогодні?, 2011
- Керол Руссопулос, жінка жіночого віку, Еммануель де Рідматтен, 2012
- Je ne suis pas féministe, mais. [Архівовано 11 квітня 2021 у Wayback Machine.] . [Архівовано 11 квітня 2021 у Wayback Machine.] . [Архівовано 11 квітня 2021 у Wayback Machine.] (Я не феміністка, але …) Флоренс Тіссо та Сільві Тіссо, 2015 рік
- L'Abécédaire de Christine Delphy [Архівовано 11 квітня 2021 у Wayback Machine.] (Крістін Дельфі від А до Я) Флоренс Тіссо та Сільві Тіссо, 2015

## Дивитися також
- Соціалістичний фемінізм